# Brandenburger Tor (métro de Berlin)
Brandenburger Tor est une station de la ligne 5 du métro de Berlin, en Allemagne. Elle est située sous l'avenue Unter den Linden, près de la porte de Brandebourg, dans le quartier de Mitte à Berlin.
Elle constitue un centre d'échanges multimodal avec la gare de Berlin Brandenburger Tor du S-Bahn.

## Situation sur le réseau

Plan du métro.

La station Brandenburger Tor de la ligne 5 du métro de Berlin, est située entre la station Bundestag au nord-ouest, en direction du terminus Hauptbahnhof, et la station Unter den Linden à l'est, en direction du terminus Hönow.
Elle dispose d'un quai central encadré par les deux voies de la ligne.

## Histoire
La station est ouverte le 8 août 2009, lors de la mise en service de la courte ligne 55 dont elle constitue alors l'un des terminus.
Le 18 mars 2020, elle est fermée temporairement et le trafic de la ligne suspendu en raison de la pandémie de Covid-19. Le 1er mai suivant, la direction de BVG décide de ne pas remettre en service la ligne 55 avant le raccordement de celle-ci à la ligne 5,. Le 4 décembre suivant, la station est de nouveau ouverte au public lors de la mise en service de l'extension de la ligne 5 jusqu'à Alexanderplatz.

## Services aux voyageurs

### Accès et accueil
La station possède quatre bouches et est équipée d'ascenseurs permettant l'accessibilité aux personnes à mobilité réduite.

### Desserte
Brandenburger Tor est desservie par les rames circulant sur la ligne 5 du métro.

Installations et desserte
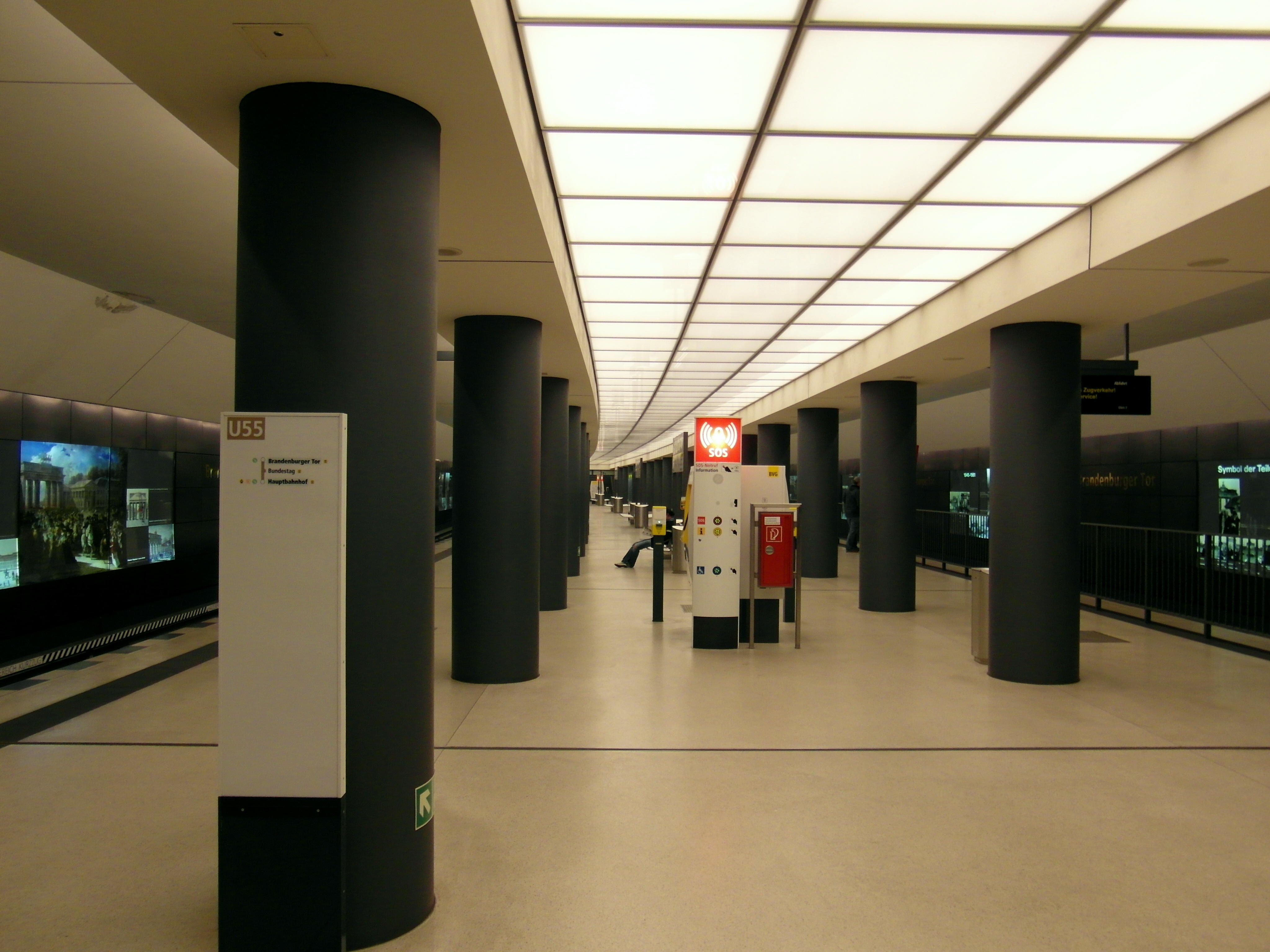
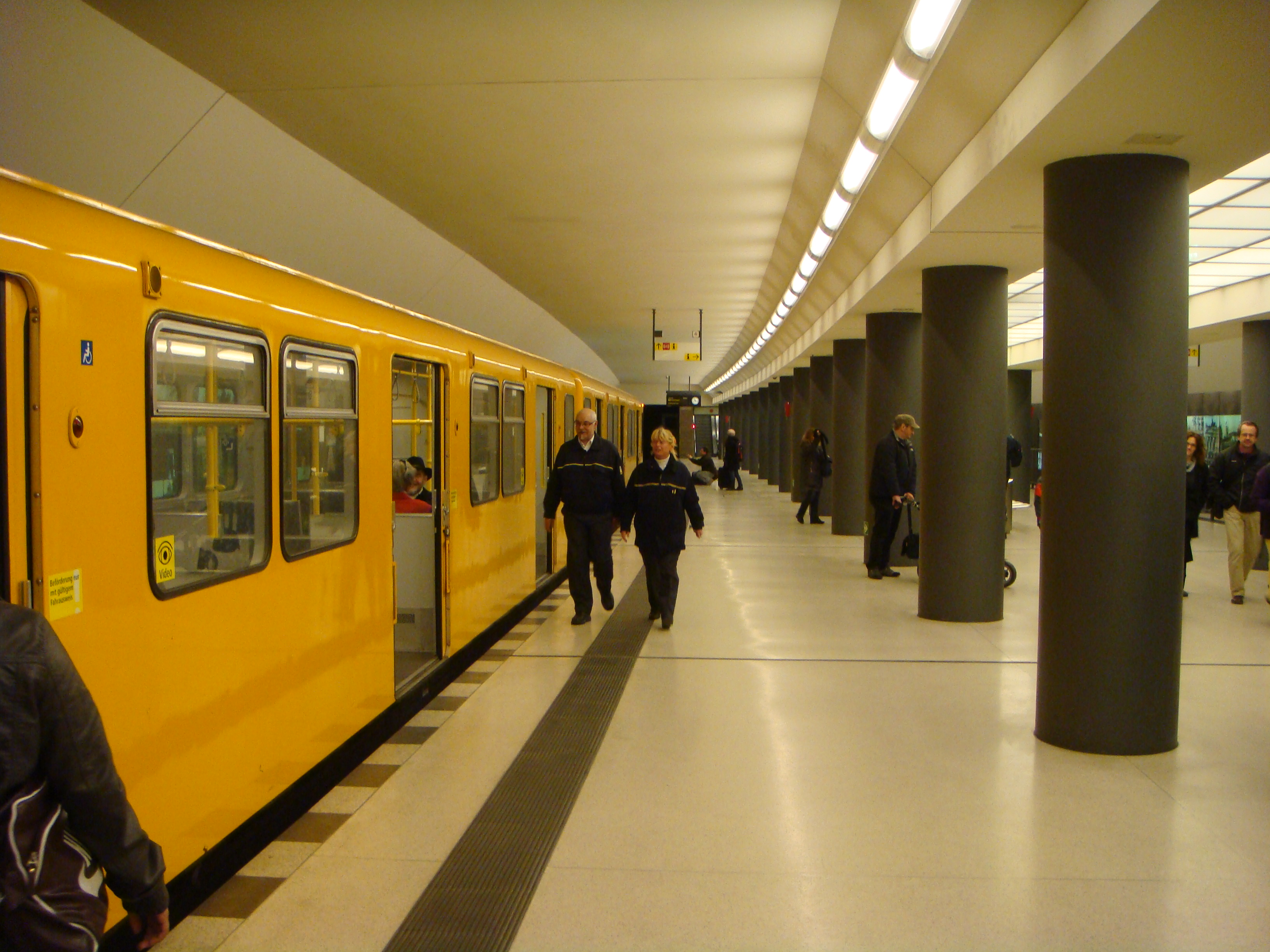
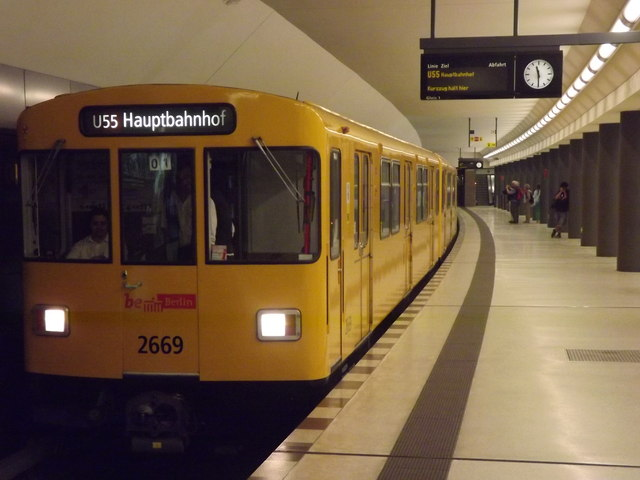

### Intermodalité
La station est en correspondance avec la gare de Berlin Brandenburger Tor desservie par les lignes S1, S2, S25 et S26 du S-Bahn. Elle est également desservie par les bus de la ligne no 100 de la BVG.

## À proximité
La station se trouve à proximité de la place de Paris où s'élève notamment la porte de Brandebourg et l'hôtel Adlon.